# Rafeef Ziadah
Rafeef Ziadah (Beirut, 1979) es una periodista, poeta y activista de los Derechos Humanos nacida en el Líbano, pero de ascendencia palestina. Fue elegida representante de Palestina en las Olimpiadas de 2012 en el Centro de Poetas de la Ribera Sur.

## Historia
Pertenece la tercera generación de refugiados palestinos de su familia. Cuando comenzó la invasión de Israel en el sur del Líbano para expulsar a la OLP, en 1982, su familia optó por emigrar y estuvieron viajando por varios años, siendo deportados por no tener calidad de refugiados. Hasta que llegó a asentarse en Canadá para realizar su doctorado en Ciencia Política en la Universidad de York, en Toronto. Hoy su sede es Londres.
A pesar de nunca haber visitado la tierra de donde viene, la poesía que realiza en torno a Palestina refleja la pasión y apego que tiene por su cultura y su causa política. La mayoría de sus poemas reflejan el sufrimiento que viven los palestinos desde que el Estado de Israel ocupa ilegalmente el territorio de Palestina. 
Desde el 2004 Ziadah se ha dedicado a ser una artista de la palabra, lo que la ha llevado a tener un reconocimiento internacional. Saltó a la fama con el poema “Nosotros enseñamos vida señor”, durante la operación Plomo Fundido en diciembre de 2008 y enero de 2009.
Sus poemas y escritos tratan del sufrimiento del pueblo palestino, el derecho al retorno de los refugiados y descendientes y de la hipocresía del sionismo. Además es una activista de la campaña Boicot, Desinversiones y Sanciones a Israel (BDS).